# Dong Thap
Dong Thap (vietnamesiska: Đồng Tháp) är en provins i södra Vietnam. Provinsen består av huvudstaden Cao Lanh, städerna Sa Dec och Hong Ngu, samt nio landsbygdsdistrikt: Cao Lanh, Chau Thanh, Hong Ngu, Lai Vung, Lap Vo, Tam Nong, Tan Hong, Thanh Binh och Thap Muoi.